# Ригаудо, Элиза
Элиза Ригаудо-Карлетто (итал. Elisa Rigaudo-Carletto; род. 17 июня 1980, Кунео, Пьемонт) — итальянская легкоатлетка, специалистка по спортивной ходьбе. Выступала на профессиональном уровне в 1998—2016 годах, обладательница бронзовой медали Олимпийских игр, серебряная и бронзовая призёрка чемпионатов мира, бронзовая призёрка чемпионата Европы, чемпионка Средиземноморских игр, многократная победительница и призёрка первенств национального значения.

## Биография
Элиза Ригаудо родилась 17 июня 1980 года в Кунео, Пьемонт.
Впервые заявила о себе в сезоне 1998 года, когда вошла в состав итальянской сборной и выступила на юниорском мировом первенстве в Анси, где в ходьбе на 5000 метров стала седьмой.
В 1999 году в той же дисциплине финишировала шестой на юниорском европейском первенстве в Риге.
В 2001 году в ходьбе на 20 км превзошла всех соперниц на молодёжном европейском первенстве в Амстердаме. Будучи студенткой, представляла Италию на Всемирной Универсиаде в Пекине — в дисциплине 10 км сошла с дистанции.
В 2002 году на домашнем Кубке мира по спортивной ходьбе в Турине заняла 16-е место в личном зачёте 20 км и тем самым помогла своим соотечественницам стать серебряными призёрками командного зачёта.
В 2003 году на Кубке Европы в Чебоксарах показала 13-й результат в личном зачёте и стала победительницей командного зачёта. На чемпионате мира в Париже закрыла десятку сильнейших.
В 2004 году финишировала пятой на Кубке мира в Наумбурге. Благодаря череде удачных выступлений удостоилась права защищать честь страны на летних Олимпийских играх в Афинах — в программе ходьбы на 20 км показала время 1:29:57, расположившись в итоговом протоколе соревнований на шестой строке.
В 2005 году на Кубке Европы в Мишкольце была третьей и второй в личном и командном зачётах соответственно. Позднее одержала победу на Средиземноморских играх в Альмерии, стала седьмой на чемпионате мира в Хельсинки.
В 2006 году финишировала десятой на Кубке мира в Ла-Корунье, завоевала бронзовую награду на чемпионате Европы в Гётеборге.
В 2007 году заняла четвёртое место на Кубке Европы в Ройал-Лемингтон-Спа, тогда как на чемпионате мира в Осаке сошла.
На Кубке мира 2008 года в Чебоксарах закрыла двадцатку сильнейших. Находясь в числе лидеров итальянской сборной, благополучно прошла отбор на Олимпийские игры в Пекине — преодолела 20-километровую дистанцию с личным рекордом 1:27:12 и завоевала бронзовую олимпийскую награду.
На чемпионате мира 2009 года в Берлине была девятой.
В 2011 году на Кубке Европы в Ольяне стала серебряной и бронзовой призёркой в личном и командном зачётах соответственно. На чемпионате мира в Тэгу изначально финишировала четвёртой, но после допинговой дисквалификации двух российских спортсменок поднялась в итоговом протоколе на вторую позицию.
В 2012 году стала седьмой на Кубке мира в Саранске и на Олимпийских играх в Лондоне.
В 2013 году на Кубке Европы в Дудинце сошла, на чемпионате мира в Москве изначально была пятой, затем в связи с дисквалификацией двух спортсменок переместилась на третью позицию.
В 2015 году на Кубке Европы в Мурсии стала восьмой в личном зачёте и получила серебро командного зачёта. На чемпионате мира в Пекине была дисквалифицирована за нарушение техники ходьбы.
Принимала участие в Олимпийских играх 2016 года в Рио-де-Жанейро — в программе ходьбы на 20 км показала время 1:31:04 и заняла итоговое 11-е место. По окончании сезона завершила спортивную карьеру.